# 1. Novoborský ŠK
1. Novoborský ŠK – założony w 2001 roku klub szachowy z Novego Boru, wielokrotny mistrz Czech, zdobywca Pucharu Europy w 2013 roku.

## Historia
Klub powstał 29 sierpnia 2001 roku. Jednym z celów przyświecających założycielom była budowa silnego, stabilnego klubu uznanego na arenie międzynarodowej. W 2006 roku klub awansował do Extraligi, i w pierwszym sezonie zdobył wicemistrzostwo. W 2007 roku klub zadebiutował w Pucharze Europy. W sezonie 2007/2008 zdobył po raz pierwszy mistrzostwo Czech. W 2011 roku G-Team Nový Bor zajął trzecie miejsce w Pucharze Europy. Dwa lata później zespół zdobył Puchar Europy. W jego składzie znajdowali się wówczas: David Navara, Radosław Wojtaszek, Viktor Láznička, Krishnan Sasikiran, Zbyněk Hráček, Mateusz Bartel i Robert Cvek. W latach 2014, 2018, 2019 i 2021 klub był wicemistrzem Europy. Ponadto w latach 2009–2018 zdobył dziewięć tytułów mistrza Czech z rzędu.